# Írás

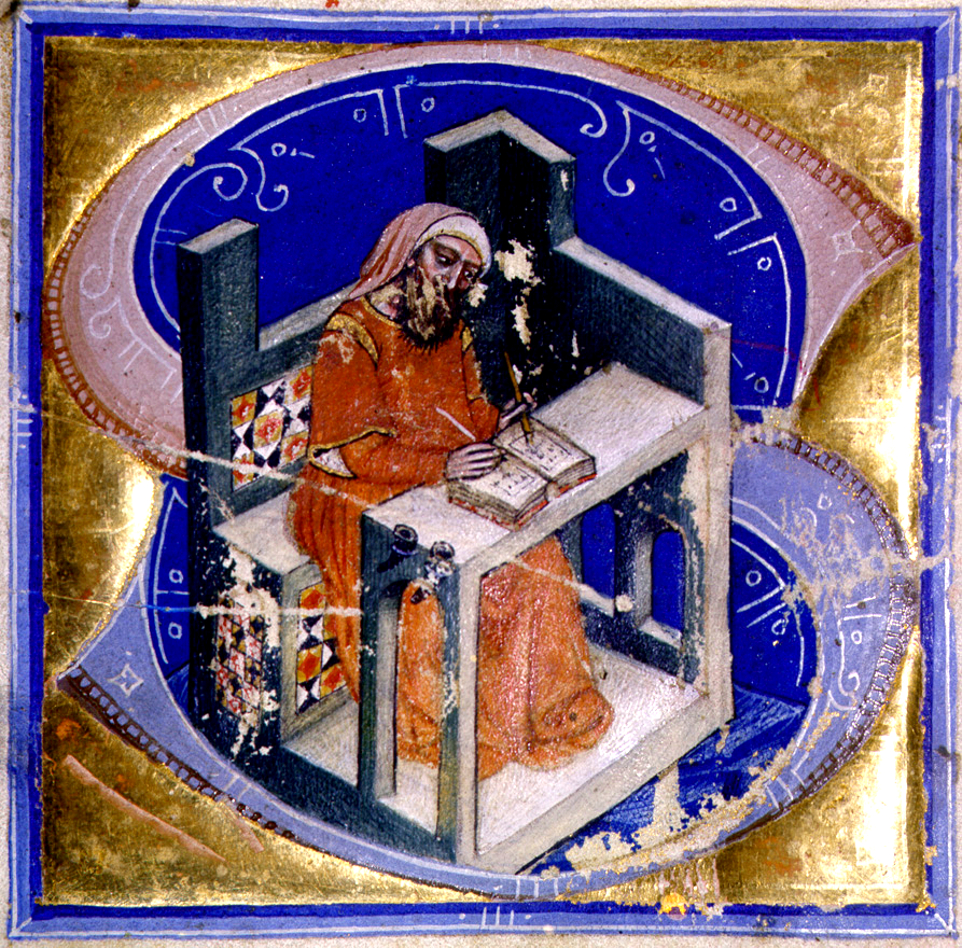
Középkori magyar kódexszerző (valószínűleg Kálti Márk), a Képes krónika miniatúrája

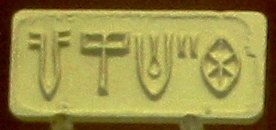
Öt karakter az Indus-völgyi civilizáció, más néven Harappá-civilizáció írásjelei közül

„Writing” írótoll-logó a Wikipédiában

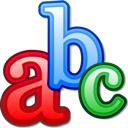
Írás-portál jelkép

Az írás a gondolat rögzítése jelekkel, írásjegyekkel, betűkkel, számjegyekkel vagy hangjegyekkel, legtöbbször papírra írva vagy nyomtatva, kőbe, fába vagy (nem megszáradt) betonba vésve. Van nyelvhez nem kötődő és fonetikus változata is. Mai formájában egyezményes karakterekkel írt jelsor, amelynek rögzített értelmezése, szabályos és egyértelmű kiolvasása létezik, vagy létezett. Az első ismert jelrendszerek még nem alkalmasak a nyelv rögzítésére. A feljegyzésre használt eszköz vagy eszközök, valamint azok hordozója sokféle lehet. Az írást hordozó anyag tartóssága lényeges, hiszen általában a rögzítésnek az ismeret megbízható és hű átadása a célja.
Az írás párja az olvasás, ami az írott szövegben megfogalmazott gondolatok és információk értelmezése. A modern társadalmakban az írás elemi kultúrtechnika, és az alapkészségek közé tartozik. Az írás, mint kommunikációs eszköz története elválaszthatatlan az írásrendszerekétől. Egy írástudó társadalomban az írás és az olvasás készségének hiányát analfabetizmusnak, vagy illiterációnak nevezik.
A legtöbb írásbeliséggel bíró nyelvben az írás a beszéd kiegészítése. A paszigráf nyelveket kivéve az írás nem egy önálló nyelv, hanem egy eszköz a nyelv rögzítésére. A beszélt nyelv szerkezetét követi, rögzíti annak szókincsét, nyelvtanát és szemantikáját. Az írásnak különböző céljai lehetnek, naplóírás, feljegyzések készítése, történet elmesélése, tudományos, irodalmi művek készítése. Segíti a történetek feljegyzését, a kultúra fenntartását.
Az első civilizációk főként praktikus célokra használták az írást, mint pénzügyi feljegyzések, törvények, történetírás és információcsere. Az írást Mezopotámiában találták fel, ahol a Krisztus előtti 4. évezredben a kereskedelem és a közigazgatás bonyolultsága túllépte az emberi memória kereteit. Az ókori Egyiptomban és Közép-Amerikában az írást naptár készítésére, történeti és környezeti események feljegyzésére fejlesztették ki.

## Jellemzői

A T betű a Braille-írásban

Az íráshoz szükséges egy alapanyag és egy íróeszköz. Egy további feltétel, hogy az ember tudjon (tudás képessége és író mozgásra való képesség), és akarjon írni.
Átvitt értelemben írásnak nevezik költői vagy prózai szövegek megalkotását, így jön létre az irodalom. Az irodalmi szövegeknek meg lehet különböztetni a felszíni és a mélyszerkezetét, ami meglehetősen távol eshet a tulajdonképpeni kifejezéstől. Ezt az irodalomtudomány vagy a filológia elemzi.
Nemcsak a szöveg, hanem alakja is lehet művészi kifejezés; ez a kalligráfia. Minden ember írása egyedi; ez összehasonlítás tárgya lehet. A kézzel írt szöveg kézirat. Az írás, különösen a kézírás lehet könnyebben vagy nehezen olvasható.
Habár a legtöbb írás elsődlegesen a látás számára készült, előfordul, hogy vésett szövegeket tapintással olvasnak. A Braille-írást Louis Braille dolgozta ki, aki maga is vak volt.

## Mai jelentősége
A 21. században az írás a mindennapi élet szerves része a fejlett országokban. A technológia hozzájárul ahhoz, hogy az e-mail és a szociális média összekapcsolja az írástudókat világszerte. Az írás-olvasás készsége a fejlett országokban szükséges a legtöbb munkához, és például az Amerikai Egyesült Államokban több program is zajlik, melyek keretében írás-olvasást tanítanak gyerekeknek és felnőtteknek, illetve finomítják meglevő képességeiket. Mindezek és sok további segítenek javítani a különböző korosztályok íráskészségét. Az íráskészség javítása segít a szocioökonomikus státus javításában.
A világ több más részén további programok segítenek, mint a World Literacy Foundation és az International Literacy Foundation programjai.

## Írásrendszerek
Az elterjedtebb írásrendszerek öt kategóriába sorolhatók: logográfiák, ideográfiák, szótagírások, ábécék és fonológiai jellemzőket kódoló írások. A piktográfiák nem alkalmasak nyelv lejegyzésére, de gyakran a logográfiák magvát alkotják.

### Logográfiák
A logogram egy olyan jel, ami egy szót vagy morfémát reprezentál. Ilyen a kínai írás, az ékírás, és a maja írás. Egy jel állhat egy morféma vagy egy szó helyett. Sok logogramnak ideografikus kiegészítője van. Például a maja írásban a fin írásjel kiejtése ka, és ennek a szótagnak a jelölésére használták. A kínai írásjegyek 90%-a egy gyöknek nevezett jelentést reprezentáló jelből és egy kiejtést jelölő jelből áll. Mégis inkább a fonetikai jelek tekinthetők a logográfiai jelek kiegészítőjének.
A ma is használt logografikus rendszerek közé tartoznak a kínai írás, a japán írás, és néha a koreai nyelv számára a hangullal párhuzamosan használt hagyományos írásmód.

### Szótagírások

Cseroki írásminta

A szótagírások szótagjeleket használnak. Általában a szótagok egy mássalhangzóból és egy azt követő magánhangzóból, vagy egy magánhangzóból állnak, de néhány rendszerben ennél bonyolultabb szótagoknak (két mássalhangzóból és egy magánhangzóból állónak) is van külön jele. Az írásban az azonos mássalhangzót vagy magánhangzót tartalmazó jeleknek általában nincs közük egymáshoz.
Szótagírásra leginkább azok a nyelvek alkalmasak, melyekben a szótagok felépítése egyszerű, mint például a japán nyelv. További szótagírások: a mükénéi görög nyelv számára a lineáris B; a cseroki; az afaka az ndyuka (endzsuka) nyelv számára; és a vai írás a Libériában beszélt nyelvek számára. Az etióp írás alapvetően abugida, de szótagírásként tanulják, mivel eggyé olvadt az írásjegyekben a mással- és a magánhangzó.

### Betűírások
Egy ábécé betűi a nyelv hangjait (fonémáit) képezik le, jelen vagy egy régebbi állapotában. Egy tökéletesen fonológiai ábécében a fonémák és a betűk kölcsönösen egyértelműen megfeleltethetőek egymásnak: a szavakat kiejtés szerint írják, és olvassák.
Mivel a beszélt nyelvek az írástól függetlenül fejlődnek, és egyes írásrendszereket több nyelvre is alkalmaznak, a betű-hang megfeleltetés nem mindig egyértelmű. Még egy nyelv történetében is változhatnak a megfelelések.

### Abdzsadok

Al-Arabiya arab írással, mely a legismertebb abjad

Az abdzsadok olyan rendszerek, melyekben többnyire a mássalhangzókat jelölik; a magánhangzókat legfeljebb nem kötelező diakritikus jelek jelölik például gyerekek vagy nyelvtanulók számára. Az efféle írásrendszerek az ókori egyiptomi írásra mennek vissza, ami szintén mássalhangzó alapú volt. Az abdzsad elnevezés arab eredetű, jelentése ábécé.

### Abugidák
Az abugida olyan írásrendszer, melyekben a betűk mássalhangzókat jelölnek, és a magánhangzóknak az ezekhez adott diakritikus jelek vagy a mássalhangzó betűjének módosításai felelnek meg, melyeket kötelező kitenni. Némely ilyen rendszert, például az etióp vagy krí írást szótagírásként tanítanak, habár nem igazi szótagírások, mivel a szótagjelek mássalhangzó- és magánhangzójelek kombinációjaként jönnek létre.
Tágabb értelemben véve az abdzsadok és az abugidák is ábécéknek tekinthetők. Szűkebb értelemben csak azokat a rendszereket nevezik így, melyekben minden hangnak van betűje. Ebben az értelemben a görög ábécé a legrégibb.

### Fonológiai jellemzőket kódoló írások
A fonológiai jellemzőket kódoló írások a fonémáknál is apróbb jellemzőket jegyzik le. Például az ajkakkal formált hangok betűi közös jellemzőkben egyeznek meg. A latin ábécében a p és a b ajakhangok, de ajakhang a semmiben sem hasonlító betűvel jelölt m, és a hasonló q és d betűk nem ajakhangokat jelölnek. A hangul írásban például a koreai nyelv négy ajakmássalhangzójának alapeleme ugyanaz; azonban a hangult ábécéként tanítják, nem téve említést ezekről a jegyekről.
A jelnyelvek számára készült SignWriting a kéz formáját, mozgását és az arckifejezést ikonikusan jeleníti meg. Fonológiai jellemzőket kódoló írásokat készítenek irodalmi céllal készített mesterséges nyelvek számára, mint például a J.R.R. Tolkien által létrehozott tengwar.

### Anyagok és eszközök

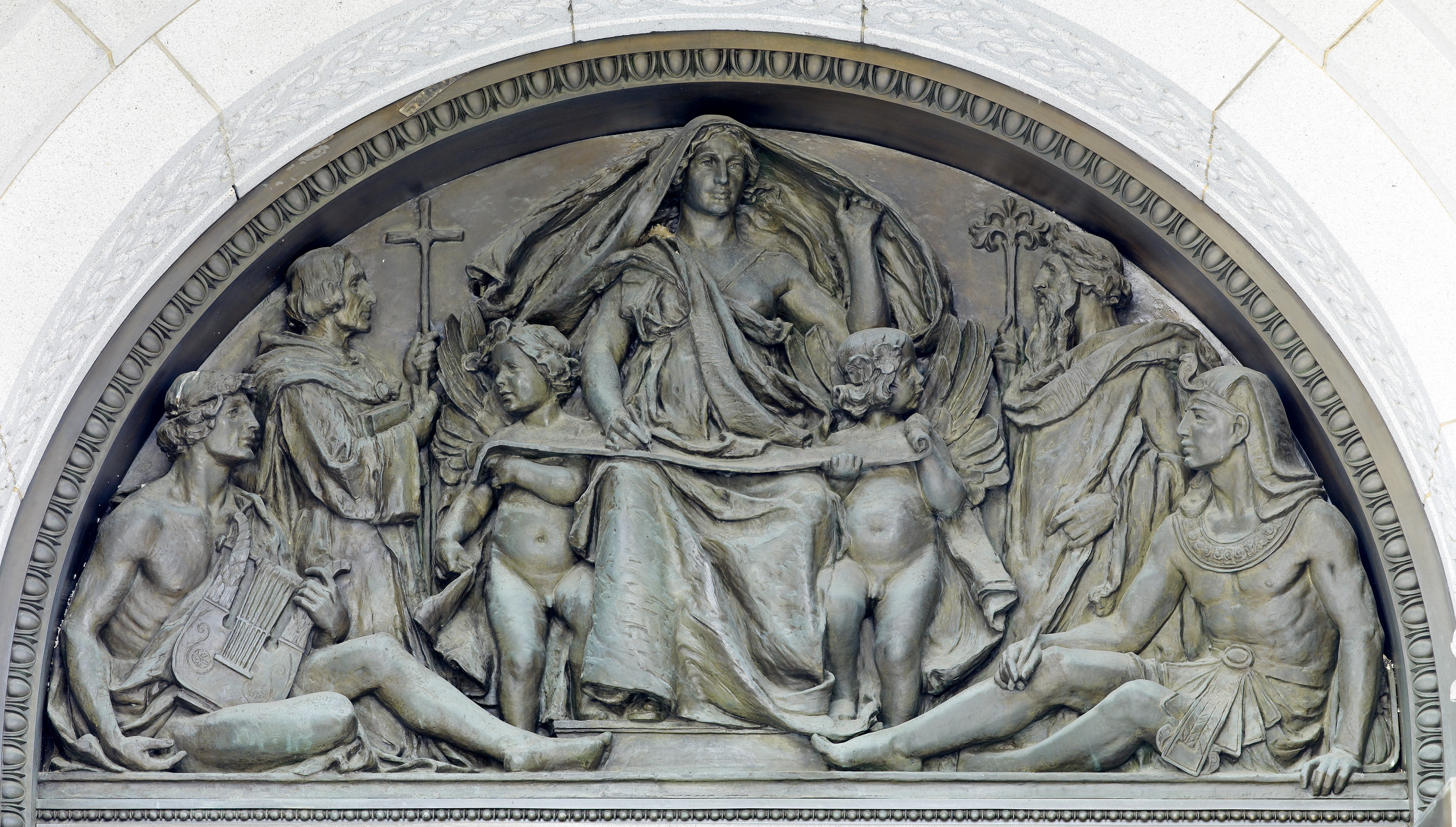
Olin Levi Warner által készített timpanon a Thomas Jefferson épület főbejárata előtt az írást reprezentálva. Washington, 1896.

Már az ókorban is számos technikát alkalmaztak, kőbe vésést, agyagba nyomást, és tintával írást papiruszra, pálmalevelekre, és pergamenre. Később papírt használtak, és a nyomtatás feltalálása segített a szövegeket írásban rögzíteni. A történelem során számos anyagot és eszközt kipróbáltak, mint kőtáblákat, bambuszt, viasztáblákat, és rézlemezeket. Az íróeszközök közé tartoztak vésők, stílusok, tollak, ecsetek, ceruzák. További technikák voltak a kőnyomat és az inkák által használt kipu. Az írógép, illetve a számítógépes szövegfeldolgozás további forradalmat jelentett. Különböző tanulmányok elemezték az írók tapasztalatait.

## Az írás története

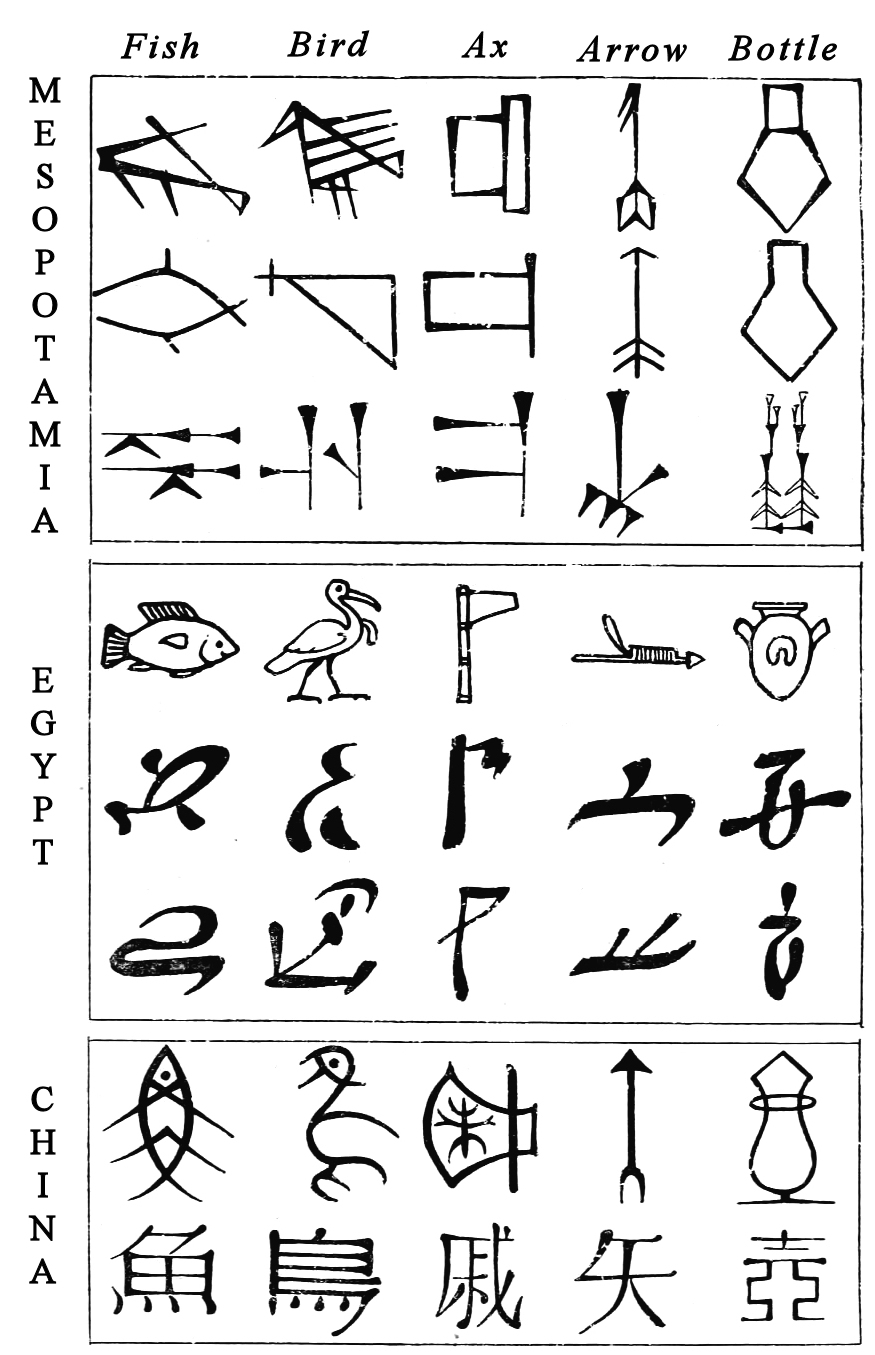
Az ékírás, az egyiptomi írás és a kínai írásjegyek összehasonlító fejlődése

H.G. Wells szerint az írás megadta azt a képességet, hogy rögzítsenek szerződéseket, törvényeket, parancsokat, és lehetővé tette az állam növelését a városállam méretén túl. Lehetővé tette a folytonos történelmi tudat fenntartását. A pap vagy a király pecséttel ellátott parancsai kikerülhettek látóköréből, hallótávolságából, és túlélhették őt.
Úgy tartják, hogy az írás egyszerű ideogrammok rajzolásából alakult ki: például egy alma rajza jelölte az almát, és két láb lerajzolása mutathatja a járás vagy állás fogalmát. Ebből a kiindulásból azután a jelek elvontabbakká váltak, végül olyan szimbólumokká fejlődtek, amelyek látszólag nem kapcsolódnak az eredeti szimbólumhoz. Például a latin N betű valójában az egyiptomi hieroglifából ered, amely az n hangot jelöli, de a víz hullámait ábrázolja – ugyanis az egyiptomi nyelvben a víz szava csak egy mássalhangzóból (n) áll, és a kép idővel nemcsak a víz fogalmát, hanem az n hangot is jelölte.
A történelem nagy részében csak kevesen tudtak írni-olvasni. Írnokok, papok, szerzetesek végezték az írásbeli kommunikációt, ők készítettek feljegyzéseket, és ők olvasták fel hangosan akár egész közösségek számára.

### Történeti jelentősége
A történészek éles különbséget tesznek a történelem írás előtti és írás utáni korszaka között. A barlangfestmények és sziklarajzok tekinthetők az írás előfutárainak, ám nem tekinthetők írásnak, mivel nem ábrázolják a nyelvet közvetlenül.
Az írásrendszerek változása követi használóinak igényeit. Az idők során megváltozhat az írásjelek alakja, iránya és jelentése. Az írás fejlődését követve a konkrét változásokon túl megismerhetjük azok igényeit, akik használták.

### Barlangrajzok (i. e. 25000)
A megtalált legősibb képeket több mint 25 000 évvel ezelőtt készítették a kőkorszakban, faágakkal, éles kövekkel vagy az ujjaik segítségével. Festék gyanánt faszenet, földet vagy növényi színezőanyagokat használtak. Az ősemberek annak érdekében, hogy emlékezzenek dolgokra, vagy hogy üzeneteket hagyjanak, képeket festettek a barlang falára, sziklákra, csontokra vagy vizes anyagra. Az évek során a képek fokozatosan szimbólumokká váltak, majd pedig betűkké, amelyek ábécéket alkotnak a hangok megjelenítéséhez.

### Újkőkori írás

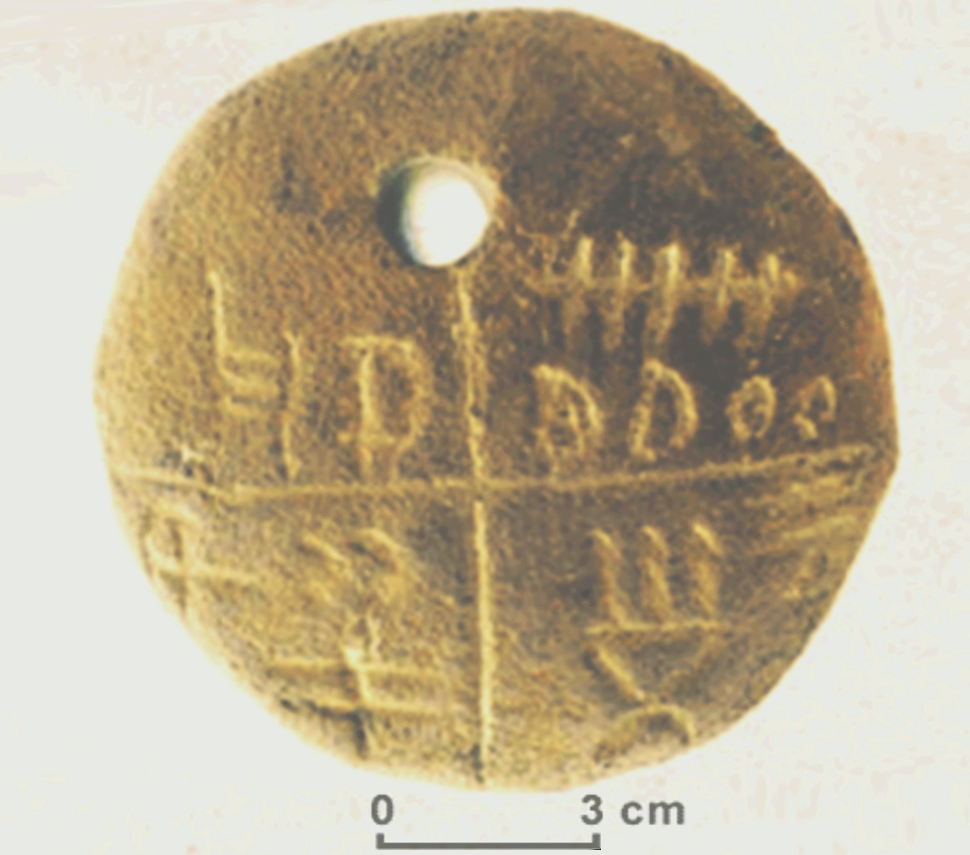
Amulett a tatárlakai leletegyüttesből A Cucuteni-Trypillian kultúra terméke, mely Erdélyben és a környező területeken terjedt el

A történelem kezdetének az írás megjelenését tekintik. Több vitatott lelet is előkerült ebből a korból, mint a Dispilio tábla Görögországban, Jiahu szimbólumok Kínában és a tatárlakai lelet. Radiokarbonos kormeghatározással keletkezésüket az i. e. 6. évezredre teszik, és máig megfejtetlenek.
A tatárlakai kép- és fogalomírás három darab égetett agyagtábla-lelet (a Kolozsvári városi múzeum őrzi őket), közöttük 2 táblán a mindennapi tevékenységek képjelben. Nicolae Vlassa román régész talált rájuk. Az egyik tábla négy csoport piktogramot tartalmaz, melyeket vonalak választanak el. Az írásjelek közül több feltűnik későbbi írásokban, mint főniciai, görög, etruszk, régi itáliai és ibér. A táblák korát nem sikerült meghatározni. Mivel a kolozsvári múzeumban rosszul kezelték őket, azért radiokarbonos vizsgálat nem végezhető rajtuk. A datálást a lelőhelyen talált többi lelet sem segíti. Egy, a táblákhoz közel talált csontváz az i. e. 5300–5500 időszakból származik. Egyes magyar műkedvelők a magyarokhoz, hasonló román műkedvelők a dákokhoz kötik őket. Mindazonáltal az írás megfejtetlen.

### Egyiptomi írás (i. e. 4. évezred)

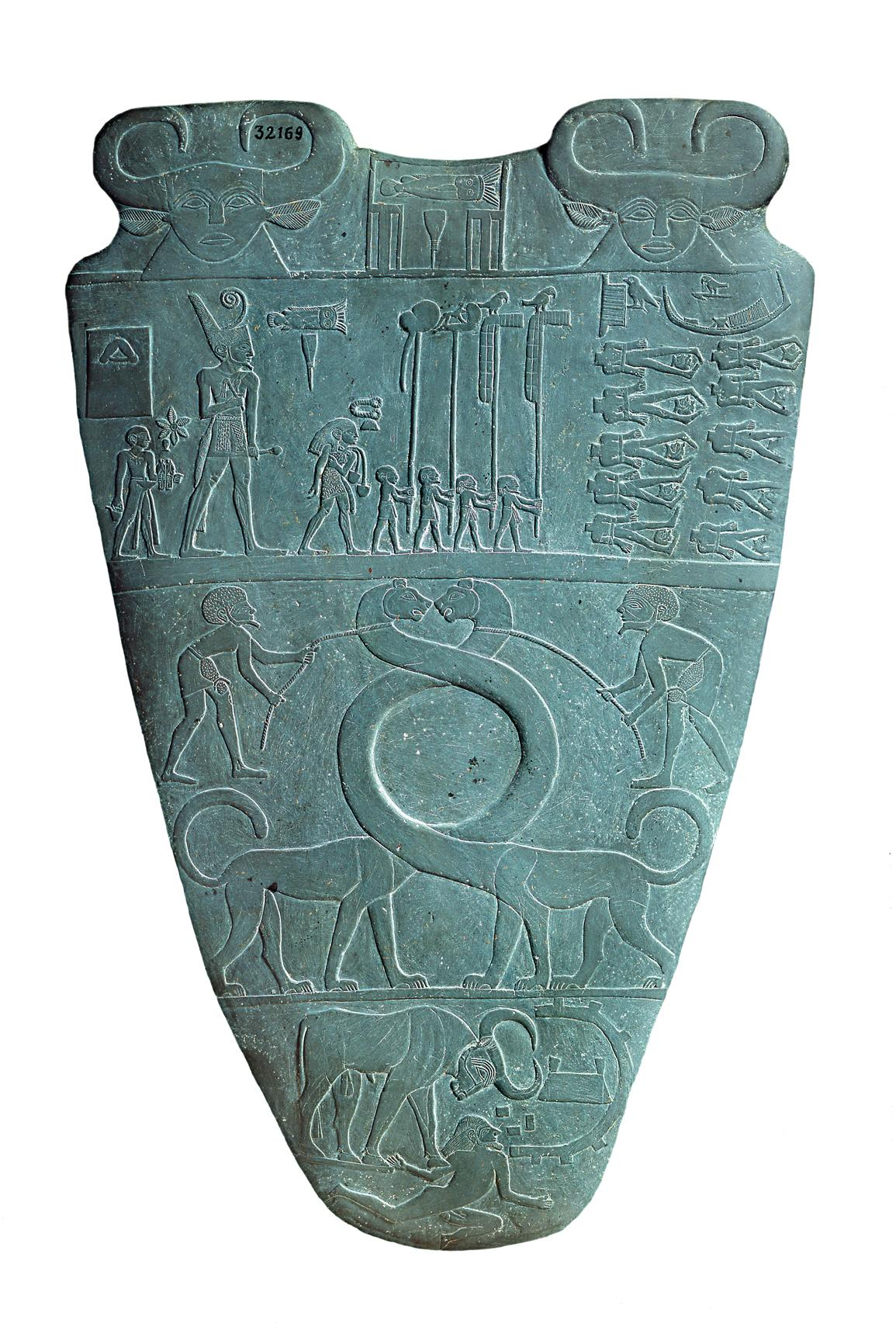
A Narmer-paletta. A két összefonódó nyakú serpopárd Felső- és Alsó-Egyiptom egyesítésére utal (i. e. 3100 körül)

A vélemények megoszlanak azt illetően, hogy hol alakult ki az emberiség első írásrendszere, de az biztos, hogy Egyiptomban és Mezopotámiában nagyjából egy időben, az i. e. 4. évezred második felében jött létre az írás.
Egyiptomban először képírás alakult ki, majd i. e. 3000 körül ebből stilizált képírás jött létre, amit görög elnevezéssel hieroglifának („szent véset”) hívunk. Külön jelei voltak a tárgyaknak, a fogalmaknak és a hangoknak, beleértve egy 24 tagból álló ábécét, a világ első hangjelölő jeleit, amelyek önálló betűnek számítanak. Még ma is láthatjuk írásművészetüket sírokon és templomokon a Nílus mentén. I. e. 3000 körül az egyiptomiak föltalálták a papiruszt, a tollat és a tintát, ami rendkívül egyszerűvé tette számukra az írás lejegyzését.
Az egyiptomi írást fejlettségének köszönhetően már nagyon korán alkalmazták a közigazgatásban, a gazdasági életben, a vallásban és az irodalomban egyaránt.
Az írnokok egy művelt elitet alkottak, melybe jórészt csak bizonyos társadalmi háttérrel lehetett bekerülni. Szolgáltak templomokban, katonai egységeknél és tagjai voltak a birodalom bonyolult közigazgatási rendszerét irányító hivataloknak. Az írást nehéz volt megtanulni, és az írnokok szándékosan tovább bonyolították, hogy megőrizzék társadalmi helyzetüket. Az egyiptomi írásfestés megtartotta a rajzos szimbólumok jellemzőit, de jelentősen leegyszerűsítette azt. Már az óbirodalom korából ismertek kurzivált írásjelek.
Az egyik legrégibb lelet az i. e. 32. századból került elő, I. Skorpió király idejéből, Abüdoszból (Umm el-Kaáb), de nagyon fontos lelet még a Narmer-paletta i. e. 3100 tájékáról, amely az Alsó- és Felső-Egyiptomot egyesítő Narmer fáraónak állít emléket. Vannak ezeknél jóval régebbi leletek is, de azok írásfunkciója kérdéses. A hierografikus írás logografikus, fonetikus kiegészítőkkel, melyek ábécét alkotnak. A legkorábbi megfejtett mondat Peribszen sírjából származik Umm el-Kaábból, a II. dinasztia idejéből. Az óbirodalom, a középbirodalom és az újbirodalom idején körülbelül 800 hieroglifát használtak, a görög-római korban ez a szám mintegy 5000-re nőtt.
Az egyiptomi hieroglif írásnak nagyon korán, nem sokkal az i. e. 3. évezred kezdetét követően kialakult a kurzív változata, az úgynevezett hieratikus írás, az i. e. első évezredben pedig a hieratikusból létrejött a démotikus írás. Ezek az írásmódok egymás mellett működtek; a legszebb, legszentebb és leghivatalosabb azonban mindvégig a hieroglif írás maradt, amelyet művészi kidolgozásának köszönhető sokan a világ legszebb írásának tartanak.

### Mezopotámia (i. e. 4. évezred)

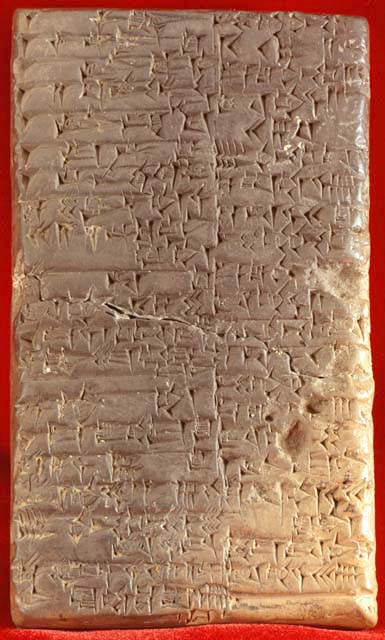
Ékírásos agyagtábla

A sumerek a Közel-Keleten éltek, nagyjából i. e. 3500 és i. e. 1000 között. Az írás feltalálásának oka az államok terjeszkedése, így a kormányzás és a kereskedelem is túlhaladta az egyes emberek emlékezetét. Az itt talált legősibb agyagtáblák nagy részén egyszerűen csak az ellátmányt vagy a pénzügyi elszámolást találjuk, de találhatók más témájú agyagtáblák is, például történelmi feljegyzések. A legkorábbi összefüggő feljegyzések i. e. 2600 körül keletkeztek. Az ékírás nevét onnan kapta, hogy ék alakú, mert a feliratokat egy nádszál vagy bot (íróvessző) háromszög alakú végével nyomták a nedves agyagtáblákba. Az ék alakú jeleket úgy kombinálták, hogy szimbólumokat alkossanak, amelyek tárgyakat vagy fogalmakat jelentenek. Kezdetben több mint 2000 különböző szimbólumot használtak, de alig egy évszázad leforgása alatt lecsökkentették az írásjelek számát körülbelül 700 szimbólumra. A hieroglifákkal együtt az ékírást tekintik a legrégibb írásoknak. Vitatott, hogy a hieroglif írás függetlenül keletkezett-e, vagy az ékírás hatására.
Denise Schmandt-Besserat kapcsolatot talált a korábbi agyagtokenek és az első írásjelek között. A mai Irán területén a Zagros-hegység környékén i. e. 8000 körül kezdték használni őket, hogy megszámlálják az árut. Később agyagburokba zárták őket, melyet lepecsételtek. A tartóedény felszínén ábrázolták a tokeneket, mindegyikből annyit, amennyi az edényben volt. Később mellőzték a tokeneket, és elkezdtek kis számjeleket használni, mivel a számok megnőttek.
Az i. e. 4. évezred végére az egyszerű karcolt számjelek formája megváltozott. A puha agyagba háromszögletű stílussal nyomták a jeleket, míg a piktogramok maradtak karcoltnak. Az i. e. 29. századtól már ék alakú elemekből álltak a jelek. I. e. 2700 körül a sumér nyelv szótagjait is kezdték jelölni, és az írás számok, szótagok és szójelek keverékévé alakult. Később az írást más nyelvekre is használták, mint akkád, elámi, hettita, hurri és hitti. Az ugaritit és az óperzsát is hasonló jelekkel írták. Az Újasszír Birodalomban (i. e. 911–609) az arámi vált a fő közvetítő nyelvvé, melyet szintén ékírással jegyeztek fel. Még az i. sz. 1. században is születtek ékírásos feljegyzések.

### Elamiták
Az évszázadok során három elamita írást hoztak létre. A proto-elámi írás az első a mai Irán területén. Ezzel az írással i. e. 3200–2900-ból kerültek elő agyagtáblák. Úgy gondolják, hogy elődje az ékírás ősi formája volt. Több mint 1000 írásjelével logografikusnak gondolják.
A lineáris elamita írást néhány felirat őrzi a i. e. harmadik évezred utolsó negyedéből. Gyakran azt állítják, hogy szótagírás, mely a proto-elámiból származik, habár ez nem bizonyított, mivel a feliratok megfejtetlenek. Többen is próbálták megfejteni, köztük Walther Hinz és Piero Meriggi.
Az elamita ékírás i. e. 2500-tól i. e. 331-ig volt használatban. Az akkád ékírásból származtatják. Csak 130 jelet tartalmaz, jóval kevesebbet, mint a másik ékírás.

### Az első ábécé
A legismertebb legrégibb ábécét kánaánita türkizbányászok használták az i. e. 19. században. A 30 feliratot a Serabit el-Khadem hegyvidéken találták, ahol Hathor, a türkiz úrnője temploma is állt. A közép-egyiptomi Wadi el-Holban talált kétsoros felirat későbbi. A 30 betű legtöbbje hieroglifákra vezethető vissza, de vannak újabb formák is. A betűk mássalhangzókat jelölnek, nem teljes szavakat. Azonban a 12.-9. századig a betűírás nem terjedt el.

### Kína (i. e. 1200 körül)
A kínai írás első emlékeit jóslócsontokon találták meg. Ezek teknőspáncélok és ökrök lapockái, melyeken tűz fölött hevítettek,és repedéseikből következtettek a jövőre. A legrégibb példányokat a Sang-dinasztia idejéből, i. e. 1200 körülről találták. Ebből a korból bronz feliratok is felbukkantak. A történészek úgy találták, hogy az írás tartalmára és használatának módjára hatott az alapanyag.
2003-ban történészek jelentették, hogy az i. e. 7. évezredből találtak teknőspáncélra írt feljegyzéseket; azonban ezek kapcsolata a későbbi leletekkel vitatott.

### Indus-völgy

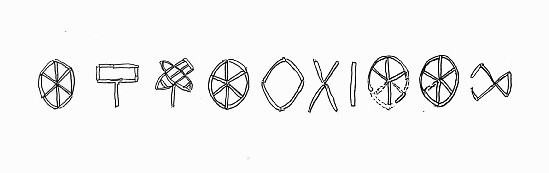
Az Indus-völgyi írás Dholavira északi kapujánál (körülbelül 5000 éves)

Az Indus-völgyi civilizáció a mai India és Pakisztán területén helyezkedett el. i. e. 2600 és i. e. 1900 között használt írása a különféle kísérletek dacára megfejtetlen. Feltételezések szerint az érett Harappa írás a korai Harappa-írásból fejlődött ki, melyet i. e. 3500 körül kezdtek használni. Írták balról jobbra, de váltakozó irányba (bustophedon) is. A jelek száma 400–600, ami arra utal, hogy szótagok és szavak keveréke. Több tudós azt az álláspontot tartja fenn, hogy az írás szerkezete agglutináló nyelvre utal.

### Közép-Ázsia
2001-ben régészek felfedezték, hogy egy civilizáció Közép-Ázsiában írást használt i. e. 2000 körültől. Ashgabathoz (Türkmenisztán fővárosa) közel közel kőből készült feliratos pecsét került elő.

### Főniciai írás
A proto-sínai írásmódok közül a proto-kánaánitát tekintik a legrégibbnek, melyre az első bizonyítékok az i. e. 19. századból kerültek elő. Az i. e. 14. század előtt nem sokkal adaptálták az egyiptomi hieroglifákból eredeztethető proto-kánaánitát, így jött létre a főniciai írás. Az írásmód abdzsad rendszer, tehát csak a mássalhangzókat írták le, a magánhangzókat hozzáolvasták. Ebből az írásból hozták létre saját írásukat a görögök, és ebből eredeztetik a berber írásokat is. A berber írásmód korai képviselője a libyco-berber írás, melynek újabb változata a tifinag. A főniciai írásból származtatják az arámi írást, melyből a héber és az arab írás eredeztethető.

### Görögök
| Α α | Alfa     |
| Β β | Béta     |
| Γ γ | Gamma    |
| Δ δ | Delta    |
| Ε ε | Epszilon |
| Ζ ζ | Zéta     |

| Η η | Éta    |
| Θ θ | Théta  |
| Ι ι | Ióta   |
| Κ κ | Kappa  |
| Λ λ | Lambda |
| Μ μ | Mü     |

| Ν ν   | Nü      |
| Ξ ξ   | Kszi    |
| Ο ο   | Omikron |
| Π π   | Pi      |
| Ρ ρ   | Rhó     |
| Σ σ ς | Szigma  |

| Τ τ | Tau      |
| Υ υ | Üpszilon |
| Φ φ | Fi       |
| Χ χ | Khi      |
| Ψ ψ | Pszi     |
| Ω ω | Omega    |

A krétai hieroglifákat i. e. 1625-től i. e. 1500 körülig használták, és műtárgyakon találták meg őket. Időben átfedi a lineáris A írást. A mükénéi görögök által használt lineáris B írást megfejtették, a lineáris A megfejtetlen. A három írás közül a krétai hieroglif írást Krétán használták, lineáris A-val az Égei-tenger szigetein (Kea, Küthéra, Mélosz, Théra) és Lakóniában írtak az i. e. 18. századtól i. e. 1450-ig, lineáris B-vel Krétán és a görög szárazföldön (Pülosz, Mükéné, Théba, Tiryns) i. e. 1375-től i. e. 1200-ig.
Körülbelül i. e. 500-ra az ókori görögök már olyan ábécét használtak, amely nagyban hasonlít a miénkhez. A görög ábécé a föníciai ábécéből fejlődött ki vagy más betűírásokból, mint például az ugariti ábécé. A föníciaiak nagyszerű tengerészek és kereskedők voltak, akik a Földközi-tenger mentén számos országgal kapcsolatban voltak, de maguk a görögök is nagyrészt kisázsiai eredetűek. A görögök további jeleket alkottak, illetve eredetileg mássalhangzókat jelölő jeleket használtak a magánhangzók megjelenítéséhez, mivel a föníciai ábécé csak mássalhangzókat tartalmazott. A görögök papiruszra, viasztáblára és cserépre is írtak.
A görög ábécé több további betűírás kiindulópontja lett. A korai görög ábécéből származik az etruszk ábécé, ennek utódai a latin ábécé, a rúnaírás és a cirill ábécé.

### Rómaiak (i. e. 100)

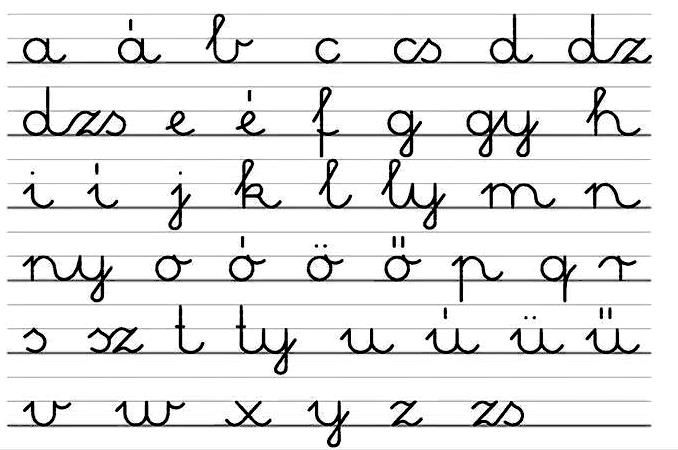
A kiterjesztett magyar ábécé 44 betűből áll

A rómaiak írásrendszerére mind az etruszk ábécé, mind a görög ábécé hatással volt. Első ismert ábécéjük 24 hangzót tartalmaz. Ez az írás a latin maiusculáris írás, vagyis „kétvonalas” írás. Minden betűt két párhuzamos vízszintes vonal közé lehet írni, amelyhez alul és fölül is hozzáérnek. A latin írásrendszer változásaival a paleográfia foglalkozik bővebben.
A kevés hangzó miatt a latin nyelvbe más nyelvekből beszivárgó hangok leírására már az ókorban több kiegészítő betűt alkottak, mint például a C-ből a G-t. A görög kettőshangzók használatának terjedése idején ligatúrákat alkottak ezekre, így az ai-t az Æ, az oi-t az Œ jellel írták. A latin ábécét használó népeknek saját hangzókészletükhöz kellett igazítani az ábécét, így még több betű jött létre, mint például a K. A rómaiak a C-vel írták a k-hangot és c-hangot nem használtak eredetileg. Az ábécé kiterjesztésének eszközévé a diakritikus jelek és kettősbetűk lettek.

### Közép-Amerika

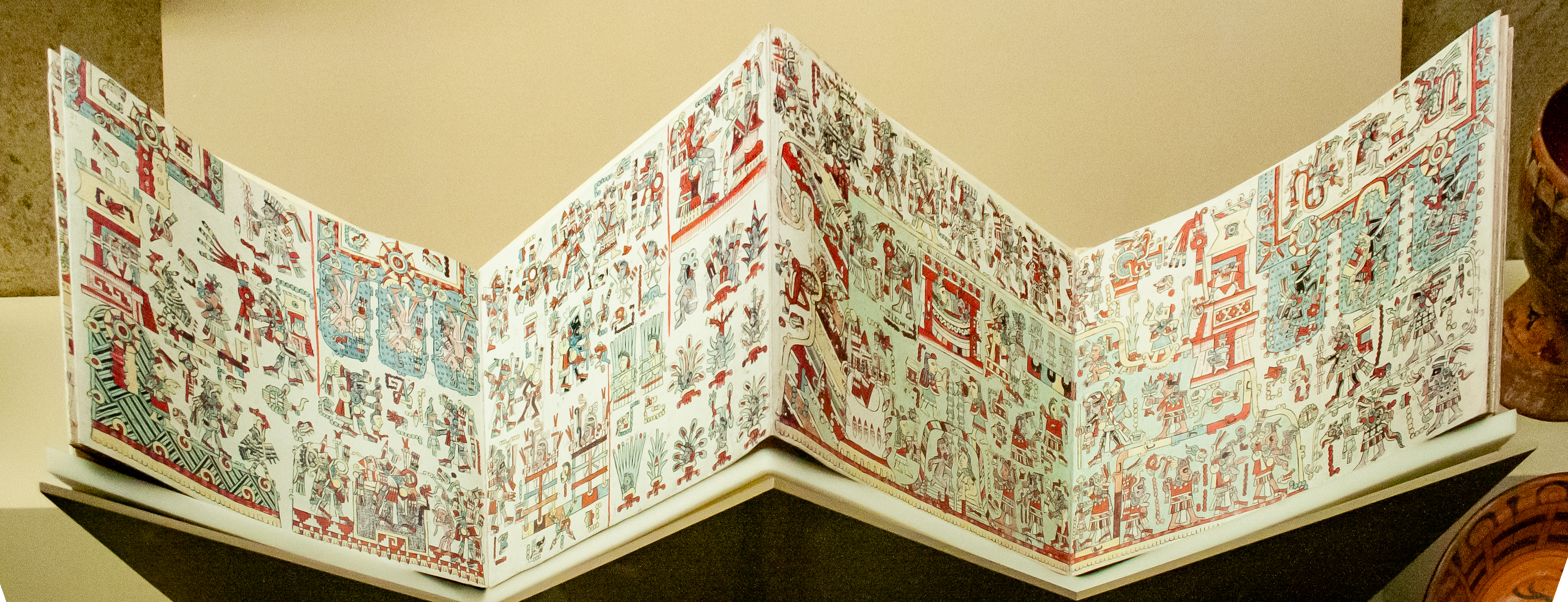
A 14. századi mixték Zouche-Nuttall kódex a British Museumban

A Cascajal tábla 3000 éves, lelőhelye Veracruz mexikói állam. Az egyik legrégibb íráspélda a nyugati félgömbön. A zapoték írást 500 évvel előzi meg. Úgy gondolják, hogy olmék nyelvű.
Közép-Amerika őshonos írásrendszerei közül a legfejlettebb a maja írás, ezt meg is fejtették. A legrégibb maja feliratok az i. e. 3. századból származnak. Logogramokat és szótagjeleket használt.
A 14. században készült Zouche-Nuttall kódex hosszabb, megfejthető történetet tartalmaz képírásban.

### Dél-Amerika
Az inkák által használt kiput nem tekintik valódi írásnak, mivel könyvelésre és készletnyilvántartásra használták, nem szövegek feljegyzésére. A kipu szerkezete: egy fő fonalra csomózták az információt hordozó mellékszálakat.

### Rovásírás

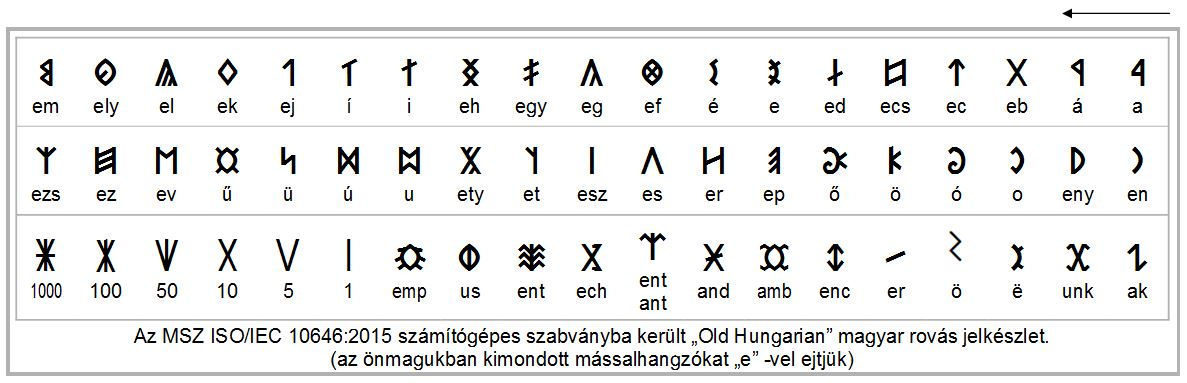
Az IEC-10646-2015 szabványban elfogadott székely-magyar rovás abc

Mielőtt őseink a Kárpát-medencébe érkeztek volna, már rendelkeztek egy – vitatott eredetű – saját írással, amelyet napjainkig folyamatosan használunk. Ennek legelterjedtebb változatát hívjuk székely-magyar rovásírásnak. Mint az írás utóbbi évszázadban megteremtett elnevezése jelzi, többnyire „rótták”, főleg fára (ágra, botra); esetleg kőbe vésték, vagy karcolták, falra festették, papírra írták. Az íráshordozó anyagok természetéből ered az írás szögletes formája és gyorsírás jellege. Az írás irányultsága (jobbról balra) abból fakad, hogy botra írás során a botot bal kézzel fogták és jobb kézzel haladtak balra. A rovásírás jól tükrözi a magyar nyelv jellegzetességeit, és a latin betűs írásunknál jobban képes a hangzó beszéd lejegyzésére.
Egy elterjedt téveszme szerint a kereszténység felvétele után a rovásírást mint pogány emléket üldözni kezdték: a rovásírásos emlékeket begyűjtötték és elpusztították, az írástudókat pedig kötelezték a latin betűs írásmód használatára (ez azonban nem dokumentálható, a sokat emlegetett és Szent Istvánnak tulajdonított rovásüldöző rendelet hamisítvány). Mivel a kora középkorban az írástudók főként latinul fogalmaztak, az új írást pedig még nem igazították a magyar nyelv sajátosságaihoz, a rovásírás a társadalom alsóbb rétegeiben (legtovább a pásztorok között), illetve titkosírás gyanánt élt tovább 2000 éven át.

## Az írás mint mentális folyamat
Az írás folyamatának kutatása vizsgálja az írás közbeni többrétegű tudásállapotot. Ezt Janet Emig cikke alapozta meg 1971-ben, ami The Composing Process of Twelfth Graders címmel jelent meg. Linda Flower és John R. Hayes az 1980-as években kiadta modelljét, ami az írást mint kognitív folyamatot jelenítette meg. Ez azóta is standard modell az íráskutatásban és tanításban.

## Képtelenség az írásra

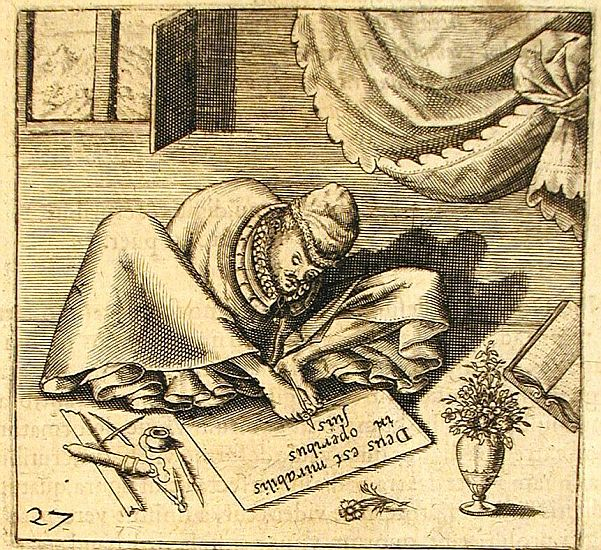
Thomas Schweicker lábbal ír (1600 körül)

Az írásra való képtelenségnek több oka is lehet. Az egyik tudásbeli, a másik a mozgás kivitelezésére való képesség hiánya. Az olvasásra és az írásra való képtelenség akadályozza a részvételt egy nagy többségben írástudókból álló társadalomban; nemcsak a tanulást és ismeretszerzést, hanem szerződések kötését, így munkavállalást is. Az iparosodott nemzetek körében az írástudók aránya legalább 95%.
A mozgás kivitelezésére való képtelenségen segíthet, ha a kéz helyett a mozgássérült szájjal vagy lábbal tanul meg írni. Előfordulhat, hogy így sem tud írni, ekkor technikai segédeszközök segítenek, amelyek például a beszédet rögzítik írásban. Egyes esetekben szükség lehet arra, hogy az esélyegyenlőség biztosításának érdekében ezt a törvények is elismerjék írásnak, mivel ezen múlhat például a jogosítvány megszerzése vagy a szavazóképesség. Ideiglenesen írógörcs vagy írásblokád akadályozhatja vagy nehezítheti az írást, de akadály lehet a kesztyű vagy a téli hideg is.
Nagyobb problémát jelentenek azok az állapotok, amikor a tanuló nehezebben tanul meg írni-olvasni. Ilyen problémák a diszlexia, diszgráfia és az afázia. Mindezek nem járnak az értelem csökkenésével. Vannak módszerek, amelyekkel rajtuk is lehet segíteni.
Sokkal több embert érint a funkcionális analfabetizmus, vagyis az, hogy nem értik jól az olvasott szöveget, akár még többszöri olvasásra sem.

## Fordítás
- Ez a szócikk részben vagy egészben  a   Schreiben című német Wikipédia-szócikk fordításán alapul.  Az eredeti cikk szerkesztőit annak laptörténete sorolja fel. Ez a jelzés csupán a megfogalmazás eredetét és a szerzői jogokat jelzi, nem szolgál a cikkben szereplő információk forrásmegjelöléseként.
- Ez a szócikk részben vagy egészben  a   Writing című angol Wikipédia-szócikk fordításán alapul.  Az eredeti cikk szerkesztőit annak laptörténete sorolja fel. Ez a jelzés csupán a megfogalmazás eredetét és a szerzői jogokat jelzi, nem szolgál a cikkben szereplő információk forrásmegjelöléseként.